# Kovrov
Kovrov (russe : Ковров) est une ville de l'oblast de Vladimir, en Russie. Sa population s'élevait à 132 417 habitants en 2021.

## Géographie
Kovrov est située sur la rive droite de la rivière Kliazma, un affluent de l'Oka, à 61 km au nord-est de Vladimir et à 240 km à l'est-nord-est de Moscou.

## Histoire
L'origine de Kovrov remonte au XIIe siècle avec la fondation du village de Rochdestvenskoïe. Le grand-duc Andreï Bogolioubski fit construire l'église en bois du Christ. Au XVIe siècle, le village était la propriété du prince et homme d'État Vassili Andreïevitch Starodoubski, qui fut gouverneur de Moscou dans la région de Perm au cours des années 1503-1506. Selon la légende, lors d'une bataille contre les Tatars, il s'empara d'un luxueux tapis d'Orient, ce qui serait l'origine du nom actuel de la ville, kovior voulant dire « tapis » en russe. Depuis la fin du XVIe siècle, des foires avaient lieu à Kovrov, à l'initiative du tsar Ivan le Terrible, en raison de la proximité de la rivière Kliazma, qui était navigable, et de la route Moscou – Nijni Novgorod. Au XVIIIe siècle, le commerce de Kovrov était à son apogée.
En 1778, dans le cadre d'une réforme de Catherine II, Kovrov devint le centre d'un district du gouvernement de Vladimir. À la fin du XVIIIe siècle et au début du XIXe siècle, la ville fut plusieurs fois incendiée et la nouvelle route Moscou – Nijni Novgorod l'évita, si bien que Kovrov et ses foires connurent un net déclin. La situation ne s'améliora qu'avec l'importante ligne de chemin de fer de Moscou à Nijni-Novgorod, construite dans les années 1860 et qui passait par Kovrov. La ville reçut des ateliers de chemin de fer, où l'on fabriquait des wagons, ainsi que des usines textiles.
Pendant la Première Guerre mondiale, une usine de mitrailleuses fut construite à Kovrov. Nationalisée en 1919, elle fut développée par le régime soviétique et fabriqua en masse le pistolet mitrailleur PPSh-41 et d'autres armes automatiques pendant la Seconde Guerre mondiale.
Dans les années 1930, l'industrialisation de la ville s'accéléra avec la première usine d'excavateurs d'Union soviétique.
Le 13 juillet 1978, à l'occasion du 200e anniversaire de sa fondation, Kovrov fut décorée de l'Ordre du Drapeau rouge du Travail.

## Population
Recensements (*) ou estimations de la population
| 1856  | 1897*  | 1926*  | 1939*  | 1959*  | 1970*   |
| ----- | ------ | ------ | ------ | ------ | ------- |
| 2 200 | 14 571 | 26 584 | 67 105 | 98 563 | 123 307 |

| 1979*   | 1989*   | 2002*   | 2010*   | 2012    | 2013    |
| ------- | ------- | ------- | ------- | ------- | ------- |
| 142 860 | 159 942 | 155 499 | 145 214 | 143 590 | 142 164 |

| 2021*   | - | - | - | - | - |
| ------- | - | - | - | - | - |
| 132 417 | - | - | - | - | - |

## Jumelage
- Brest (Biélorussie)

## Personnalités
- Kim Britov (1925-2010), artiste peintre, passa son enfance à Kovrov.

## Sports
Kovrov possède un club de Moto-ball, Kovrovets, qui fait partie des 6 équipes engagées dans le Championnat de Russie de Moto-Ball ! En 2018, la ville de Kovrov a d'ailleurs accueilli le Championnat d'Europe des Nations de Moto-Ball, sur un stade flambant neuf, qui aura vu la Russie s'imposer sur ses terres.